# 사례기반추론
사례기반추론(case-based reasoning - CBR)이란 과거에 있었던 사례(케이스)들의 결과를 바탕으로 새로운 사례의 결과를 예측하는 기법이다. 사례기반추론을 이용하기 위해서는 일반적으로 과거의 사례와 사례들 사이의 유사 정도를 측정하기 위한 유사도 척도가 준비되어야 한다.

## 일반적인 과정
사용자가 문제에 대한 기술을 한다. 모형은 과거 사례를 보관하고 있는 사례베이스로부터 유사한 사례를 찾게 되며 이에 따라 추론을 수행한다. 추론이 끝난 후 성공적인 사례에 대해서는 사례베이스에 이를 추가하거나 수정함으로써 사례베이스를 계속 보완해 나간다.

## 유사도 측정도구
유사도 측정도구는 여러 가지 방법이 제안되고 있지만 일반적으로 근접이웃방법론(nearest-neighbor method)이 가장 많이 이용되고 있다. 근접이웃방법론(nearest-neighbor method): 속성의 값들 간 유사성 정도를 측정할 수 있는 속성 유사성함수를 정의하여야 하고, 이를 이용하여 과거 사례의 속성 값들과 해결하고자 하는 문제의 속성 값들에 대한 유사성 정도를 측정하고, 이를 속성의 중요도에 따라 가중합계하여 사례들 사이의 유사도를 측정하게 된다.

## 경영학
사례기반추론은 방법론이 간단하고 인간의 문제해결방식과 유사하기 때문에 많이 응용되고 있는데, 경영학 분야에서는 프로젝트 기업, 기업신용평가, 채권등급평가, 콜센터에서의 자동응답시스템 등에 사용되고 있다.

## 같이 보기
- AI 정렬
- 귀추법
- 오리 실험
- 보면 안다
- 결정 트리
- 유전 알고리즘
- 패턴 매칭
- 유추
- 결의론